# (7001) Noether
(7001) Noether (1955 EH) – planetoida z pasa głównego asteroid okrążająca Słońce w ciągu 3 lat i 246 dni w średniej odległości 2,38 j.a. Została odkryta 14 marca 1955 roku.